# Catedral de San Jorge (Amán)
La catedral de San Jorge o simplemente Catedral Greco-melquita de San Jorge es el nombre que recibe un edificio religioso católico de rito greco melquita o Bizantino bajo autoridad del Papa en Roma, localizado en la calle Mansour, de la ciudad de Amán, la capital del Reino de Jordania.
Sirve como la sede de la archieparquía de Petra y Filadelfia (Archieparchia Petrensis et Philadelphiensis) que fue creada el 2 de mayo de 1932 como la archieparquía de Transjordania con la bula Apostolica Sedes del papa Pío XI.
Su santidad el papa Benedicto XVI la visitó el 9 de mayo de 2009.